# Wyomia Tyus

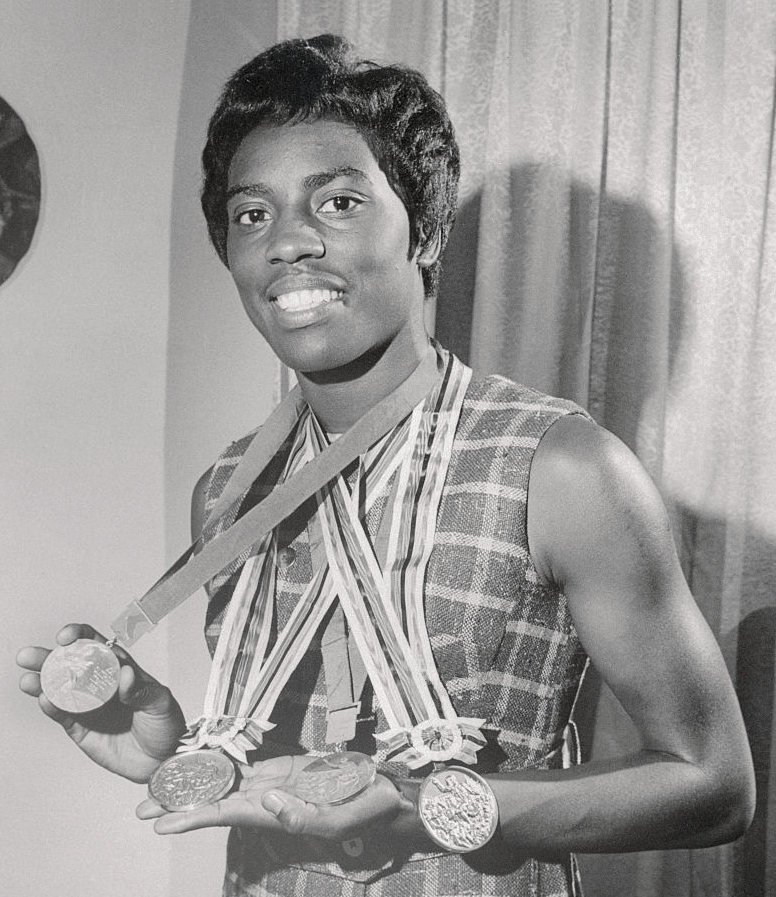
Wyomia Tyus met haar vier olympische medailles in 1968.

Wyomia Tyus (Griffin, 29 augustus 1945) is een Amerikaanse voormalige sprintster, die was gespecialiseerd in de 100 m. Ze werd in deze discipline tweemaal olympisch kampioene (de eerste die dat op dit onderdeel presteerde), driemaal Amerikaans kampioene en wereldrecordhoudster. Op de Olympische Spelen won ze in totaal vier medailles (driemaal goud en eenmaal zilver).

## Biografie

### Jeugd en studiejaren
Wyomia Tyus is de jongste uit een gezin van vier kinderen en het enige meisje. Haar vader stimuleerde haar om aan sport te gaan doen. Tijdens haar highschool-jaren speelde zij basketbal en maakte ze kennis met de atletieksport, waarbij zij zich aanvankelijk bezighield met het hoogspringen. Later stapte ze over op de sprint, nadat zij in 1960 door de Tennessee State University (TSU) was uitgenodigd om deel te nemen aan een zomertrainingskamp. In dat jaar overleed haar vader. De vaderrol zou kort daarna worden overgenomen door haar coach Ed Temple, die verbonden was aan de universiteit.
Nadat zij haar highschool had afgemaakt, ging Tyus studeren aan de Tennessee State University. Daarin was zij de eerste van haar familie. Al gauw maakte zij deel uit van de 'Tigerbelles', het TSU-team, met Ed Temple als haar trainer. Aanvankelijk besteedde zij maar weinig aandacht aan haar colleges en behaalde zij zulke matige studieresultaten, dat haar studievoortgang aan de TSU en daarmee haar deelname aan de Olympische Spelen van 1964 in gevaar dreigden te komen. Het was Temple die ten slotte voor haar de route uitstippelde die zou leiden tot succes, niet alleen in haar sport, maar ook in haar studie en maatschappelijk leven. Hij overtuigde haar ervan, dat je als kleurlinge nu eenmaal tweemaal zo hard moest werken om positieve erkenning te verkrijgen.

### Goud en zilver bij olympisch debuut
Op negentienjarige leeftijd maakte ze haar olympische debuut op de Olympische Spelen van 1964 in Tokio. Hierbij won ze op de 100 m een gouden medaille. In de kwalificatieronde verbeterde ze het drie jaar oude wereldrecord van Wilma Rudolph tot 11,2 s. In de finale versloeg ze in 11,4 haar landgenote Edith McGuire (zilver; 11,6) en de Poolse Ewa Kłobukowska (brons; 11,6). Samen met haar teamgenotes Willye White, Marilyn White en Edith McGuire was ze ook succesvol op de 4 x 100 m estafette. Met een tijd van 43,9 eindigde het Amerikaanse viertal als tweede achter het Poolse estafetteteam.

### Olympische sprinttitel geprolongeerd
In de jaren hierna werd Tyus op diverse sprintafstanden Amerikaanse kampioene en won een gouden medaille op de Pan-Amerikaanse Spelen 1967. Vier jaar na Tokio, op de Olympische Spelen van 1968 in Mexico-Stad, won ze net als vier jaar eerder goud op 100 m. In de finale verbeterde ze het wereldrecord tot 11,0. Hiermee was ze de eerste vrouw die haar olympische titel op deze sprintafstand wist te prolongeren. In de finale op de 200 m eindigde ze op een zesde plaats. Als slotloopster won ze op de 4 x 100 m estafette ze met haar teamgenotes Barbara Ferrell, Margaret Bailes en Mildrette Netter nog een gouden medaille. Met een verbetering van het wereldrecord tot 42,8 werden de estafetteploegen uit Cuba (zilver; 43,3) en de Sovjet-Unie (brons; 43,4) verslagen.
Na de Olympische Spelen trok Wyomia Tyus zich uit de topsport terug. In 1973 werd ze gevraagd voor de 60 yd sprint in de competitie van de Professional International Track Association. In haar eerste jaar na haar comeback won ze acht van de achttien wedstrijden. In het jaar erop won ze elke wedstrijd waar ze aan deelnam: in totaal 22 wedstrijden. Ze werd trainster aan de Beverly Hills High School en was oprichtster van Women's Sports Foundation (WSF).

## Titels
- Olympisch kampioene 100 m - 1964, 1968
- Olympisch kampioene 4 x 100 m - 1968
- Pan-Amerikaans kampioene 200 m - 1967
- Amerikaans kampioene 100 yd - 1965, 1966
- Amerikaans kampioene 100 m - 1964
- Amerikaans kampioene 200 m - 1968
- Amerikaans kampioene 220 yd - 1966
- Amerikaans indoorkampioene 60 yd - 1965, 1966, 1967

## Persoonlijke records
| Onderdeel | Prestatie                | Datum           | Plaats      |
| --------- | ------------------------ | --------------- | ----------- |
| 100 m     | 11,08 (+1,2 m/s) (ex-WR) | 15 oktober 1968 | Mexico-Stad |
| 200 m     | 23,08 (+2,0 m/s)         | 18 oktober 1968 | Mexico-Stad |

## Wereldrecords
| Onderdeel | Prestatie    | Datum      | Plaats      |
| --------- | ------------ | ---------- | ----------- |
| 100 m     | 11,2         | 15.10.1964 | Tokio       |
| 100 m     | 11,1         | 31.07.1965 | Kiev        |
| 100 m     | 11,0 (11,08) | 15.10.1968 | Mexico-Stad |
| 4 x 100 m | 43,9 (43,92) | 21.10.1964 | Tokio       |
| 4 x 100 m | 43,4 (43,50) | 19.10.1968 | Mexico-Stad |
| 4 x 100 m | 42,8 (42,88) | 20.10.1968 | Mexico-Stad |

## Palmares

### 60 yd
- 1965:  Amerikaanse indoorkamp. - 6,8 s
- 1966:  Amerikaanse indoorkamp. - 6,5 s
- 1967:  Amerikaanse indoorkamp. - 6,7 s

### 100 yd
- 1965:  Amerikaanse kamp. - 10,5 s
- 1966:  Amerikaanse kamp. - 10,5 s

### 100 m
- 1964:  Amerikaanse kamp. - 11,5 s
- 1964:  OS - 11,4 s
- 1968:  OS - 11,0 s (11,08 el.)(WR)

### 200 m
- 1967:  Pan-Amerikaanse Spelen - 23,78 s
- 1968:  Amerikaanse kamp. - 23,5 s
- 1968: 6e OS - 23,0 s (23,08 el.)

### 220 yd
- 1966:  Amerikaanse kamp. - 23,8 s

### 4 x 100 m
- 1964:  OS - 43,9 s
- 1968:  OS - 42,8 s (42,88 el.)(WR)

## Onderscheidingen
- Georgia Sports Hall of Fame - 1976
- National Track and Field Hall of Fame - 1980
- International Women's Sports Hall of Fame - 1981

1928: Betty Robinson ·
1932: Stanisława Walasiewicz ·
1936: Helen Stephens ·
1948: Fanny Blankers-Koen ·
1952: Marjorie Jackson ·
1956: Betty Cuthbert ·
1960: Wilma Rudolph ·
1964: Wyomia Tyus ·
1968: Wyomia Tyus ·
1972: Renate Stecher ·
1976: Annegret Richter ·
1980: Ljoedmila Kondratjeva ·
1984: Evelyn Ashford ·
1988: Florence Griffith-Joyner ·
1992: Gail Devers ·
1996: Gail Devers ·
2000: onbepaald ·
2004: Joelija Nestsjarenka ·
2008: Shelly-Ann Fraser-Pryce ·
2012: Shelly-Ann Fraser-Pryce ·
2016: Elaine Thompson ·
2020: Elaine Thompson-Herah ·
2024: Julien Alfred
1928: Rosenfeld, Smith, Bell, Cook ·
1932: Carew, Furtsch, Rogers, Von Bremen ·
1936: Bland, Rogers, Robinson, Stephens ·
1948: Stad-de Jong, Witziers-Timmer, van der Kade-Koudijs, Blankers-Koen ·
1952: Faggs, Jones, Moreau, Hardy ·
1956: Strickland, Croker, Mellor, Cuthbert ·
1960: Hudson, Williams, Jones, Rudolph ·
1964: Ciepły, Kirszenstein, Górecka, Kłobukowska ·
1968: Ferrell, Bailes, Netter, Tyus ·
1972: Krause, Mickler-Becker, Richter, Rosendahl ·
1976: Oelsner, Stecher, Bodendorf, Eckert ·
1980: Müller, Wöckel, Auerswald, Göhr ·
1984: Brown, Bolden, Cheeseborough, Ashford ·
1988: Brown, Echols, Griffith-Joyner, Ashford ·
1992: Ashford, Jones, Guidry, Torrence ·
1996: Devers, Miller, Gaines, Torrence ·
2000: Fynes, Sturrup, Davis, Ferguson ·
2004: Lawrence, Simpson, Bailey, Campbell ·
2008: Borlée, Mariën, Ouédraogo, Gevaert ·
2012: Madison, Felix, Knight, Jeter ·
2016: Madison, Felix, Gardner, Bowie ·
2020: Williams, Thompson-Herah, Fraser-Pryce, Jackson ·
2024: Jefferson, Terry, Thomas, Richardson
- Gemeinsame Normdatei: 1169069207
- World Athletics: 14346253
- Virtual International Authority File: 3347154015351609310006
- WorldCat: E39PBJgmJR9WwyVk6VpMcFKjmd